# アトーチャ駅
アトーチャ駅（アトーチャえき、西:Estación de Atocha）はスペイン・マドリードアルガンスエラ区にある、レンフェ（スペイン国鉄）の運営する鉄道駅、及びマドリード地下鉄の地下鉄駅。マドリード最大の鉄道駅である。

## 概要
マドリードとセビリア、リェイダを結ぶ高速鉄道（AVE）、およびカスティーリャ＝ラ・マンチャ州、エストレマドゥーラ州を経由してポルトガルのリスボンにいたる長距離路線の起点であり、マドリード都市圏を結ぶ近郊路線のターミナル駅でもある。マドリード地下鉄1号線のアトーチャ駅とも接続している。
高速鉄道AVE開業以来、AVEの駅はマドリード・プエルタ・デ・アトーチャ・アルムデナ・グランデス駅（西:Estación de Madrid-Puerta de Atocha-Almudena Grandes）、それ以外のレンフェ各線（在来線）の駅はマドリード・アトーチャ・セルカニアス駅（西:Estación de Madrid-Atocha Cercanías）として分離されている。

## 沿革

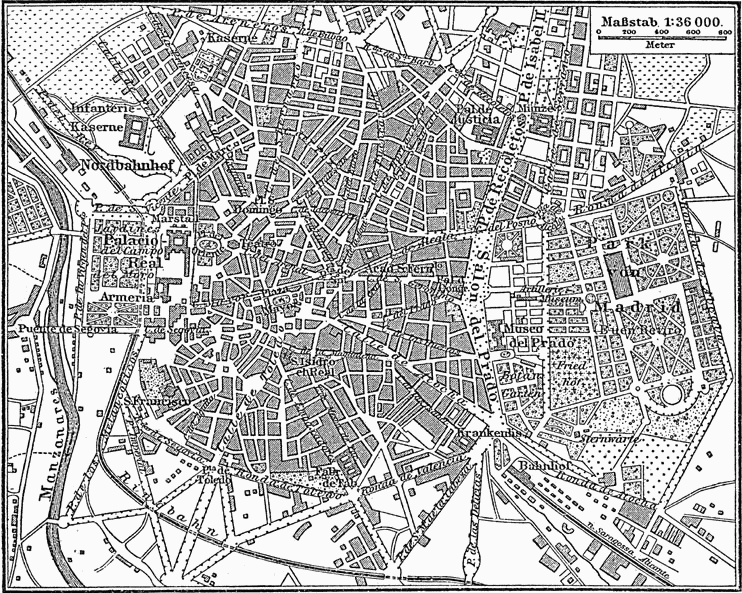
1888年にドイツで出版されたマドリードの地図。アトーチャ駅(右下)が当時のマドリード市街地の南東の縁に造られたことがわかる。
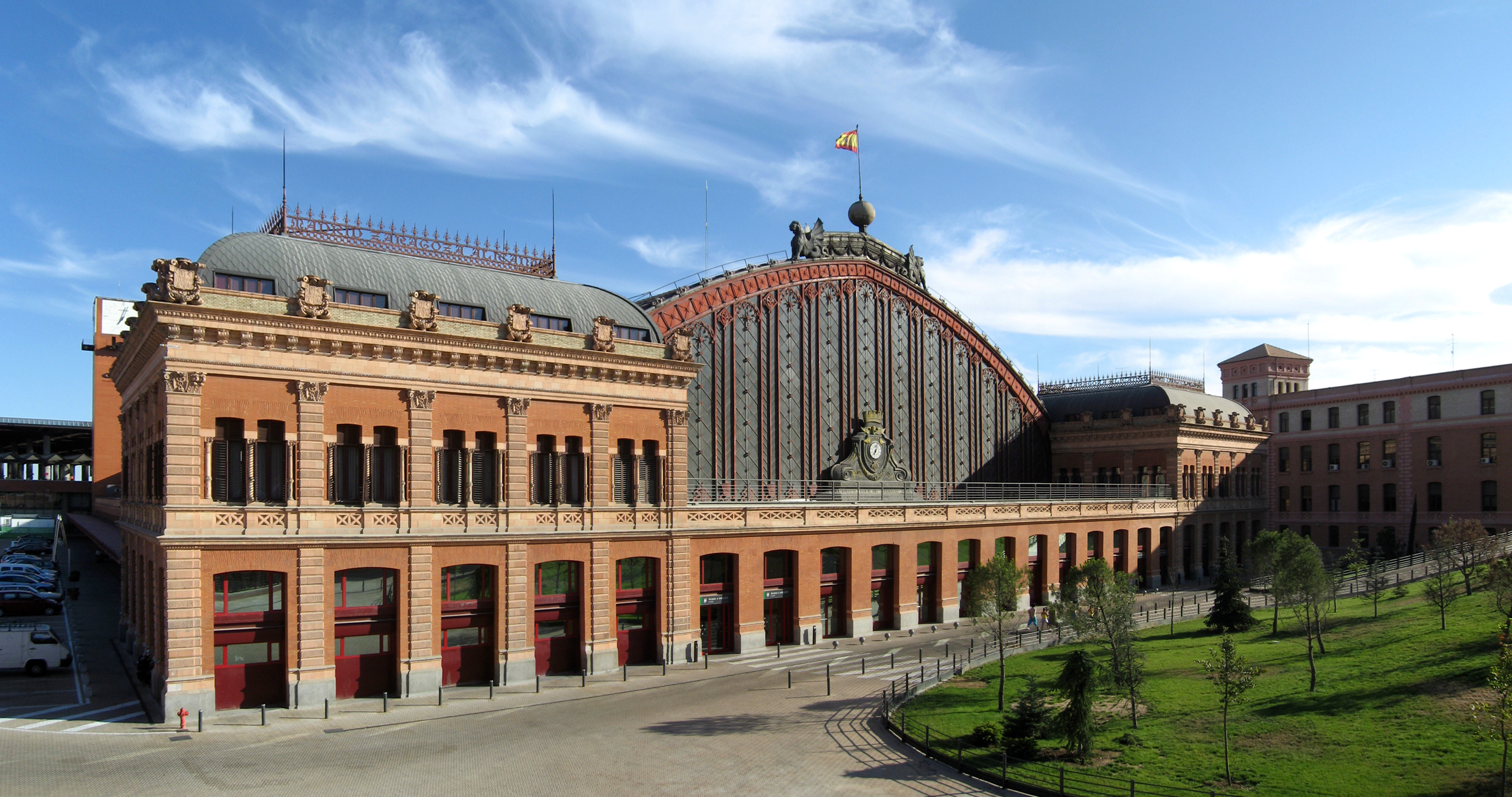
旧駅舎正面

- 1851年2月9日、MZA鉄道（マドリード・サラゴサ・アリカンテ鉄道）の起点駅として「南駅 Estación de Mediodía 」の名で開業。マドリード最初の鉄道駅であった。
- 初代駅舎の火災にともなう改修工事が1888年からおこなわれ、1892年に2代目駅舎（以下「旧駅舎」と記）が落成。
- セビリア万博の開催に合わせたマドリード・セビリア間の高速鉄道AVEの開通にともなう改修工事が1985年から始まり、1992年にホセ・ラファエル・モネオの設計による新駅舎が落成、営業開始。
- 2003年、マドリード・リェイダ間のAVE路線開通。
- 2004年3月11日、アトーチャ駅他でスペイン列車爆破事件発生。

## 駅構造
1992年まで使用されていた旧駅舎は、19世紀~20世紀初頭のヨーロッパで建設された鉄道駅（大都市のターミナル駅）建築の典型例であり、様式的にも優れたものがある。現在旧駅舎は外観を保存しつつ、内部は乗客サービス・商業施設・カフェテラス・待合室等に利用されて新駅舎の一部に組み込まれている。なかでも待合室・カフェテラスとして利用されているかつてのプラットホーム部分は、鉄とガラスを用いた天井の高い空間を、旧駅舎と同時期にヨーロッパ各地に建てられた「植物園」に見立てた演出がなされ、この駅を利用する旅行者に強い印象を与えている。

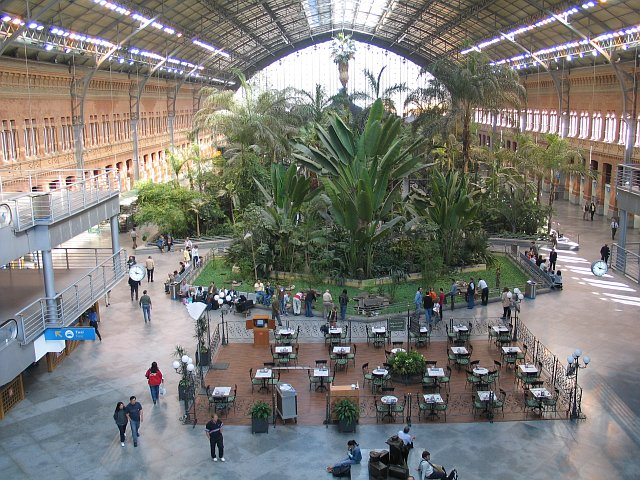
「植物園」風の演出が施されたアトーチャ駅の待合室・カフェテラス（旧駅舎プラットホームの改造）

### マドリード・プエルタ・デ・アトーチャ・アルムデナ・グランデス駅（AVE）
頭端式ホーム8面15線の地上駅で、プラットホーム全体がトレイン・シェッドで覆われている。

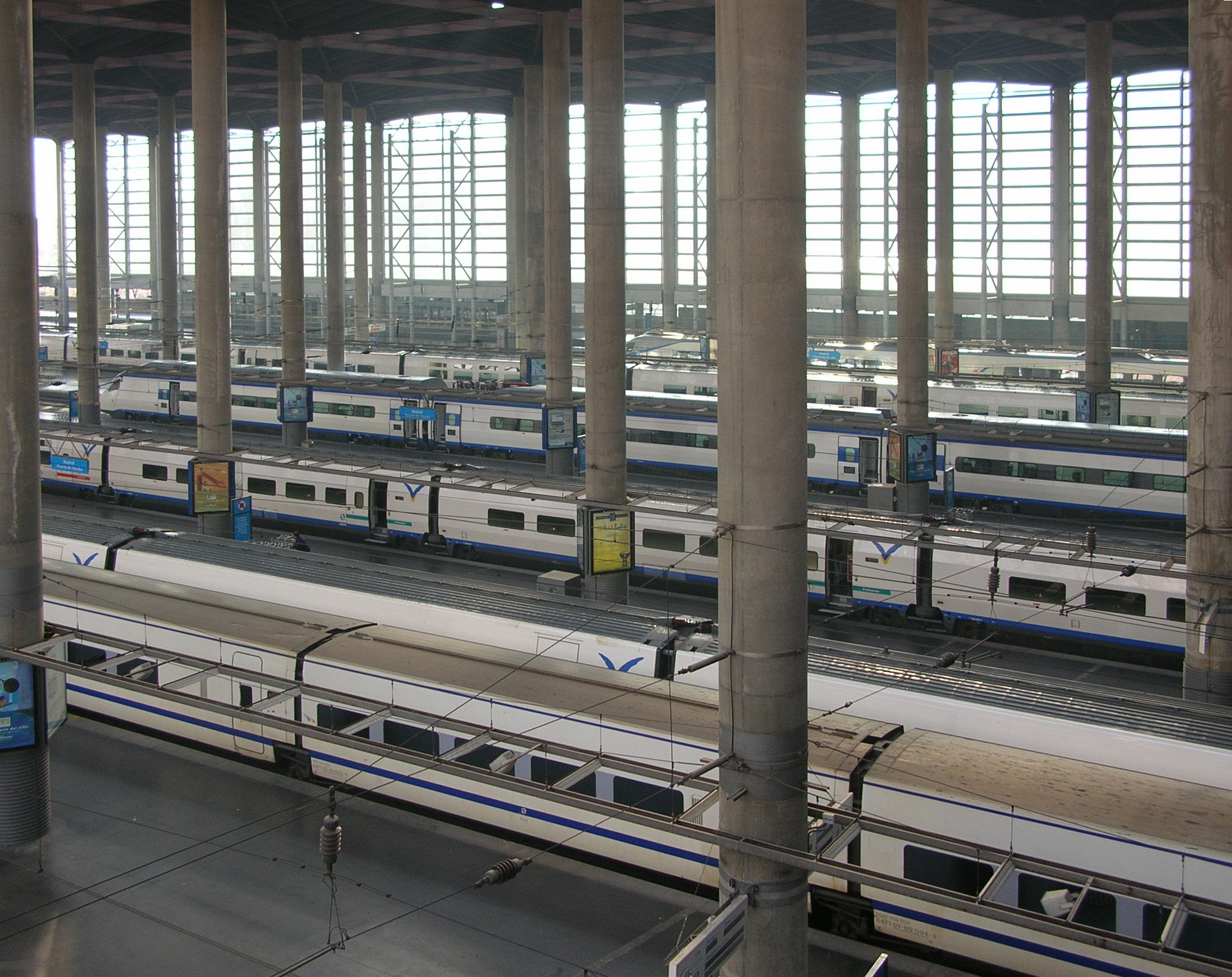
新駅のプラットホーム
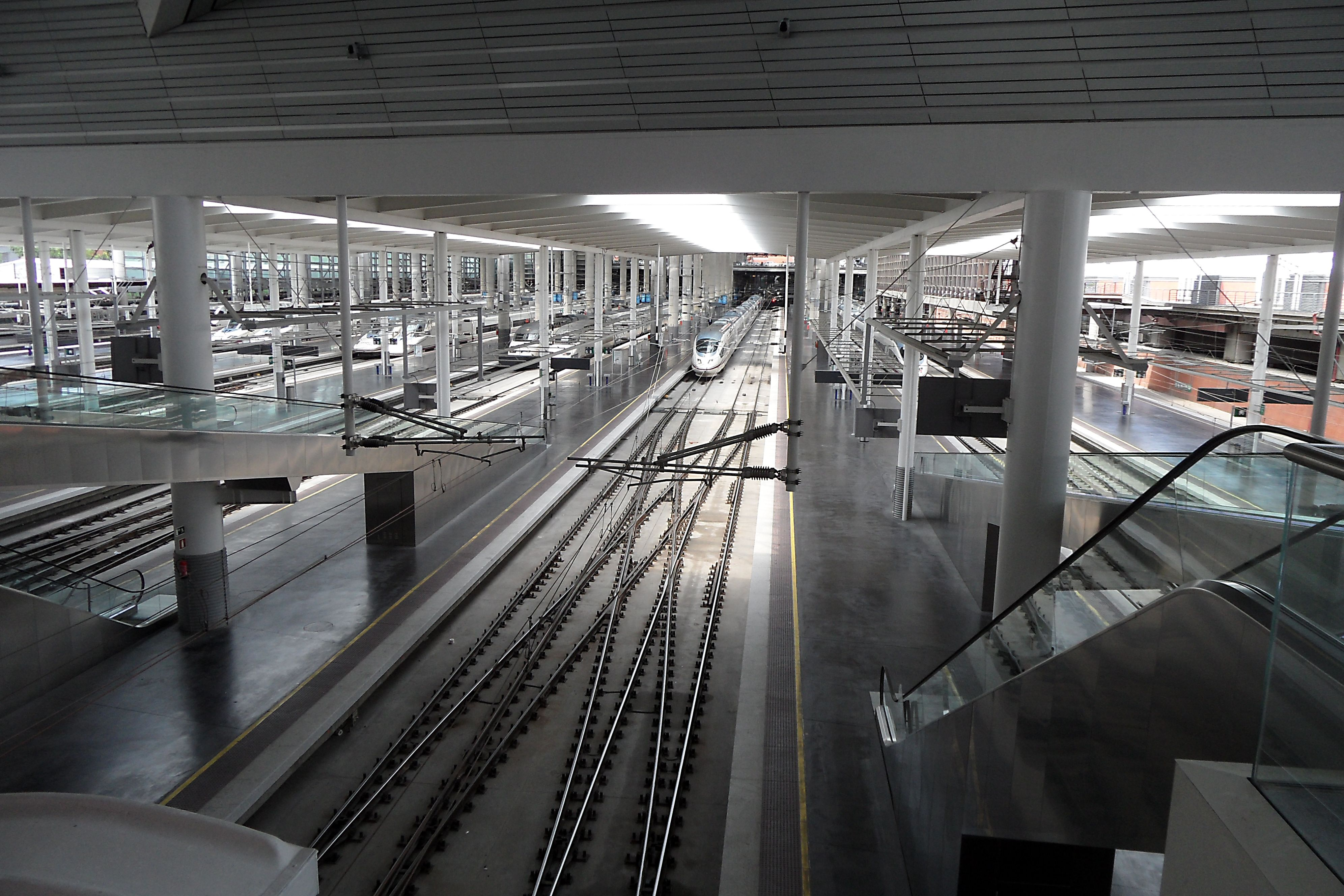
AVEが入線するプラットフォーム
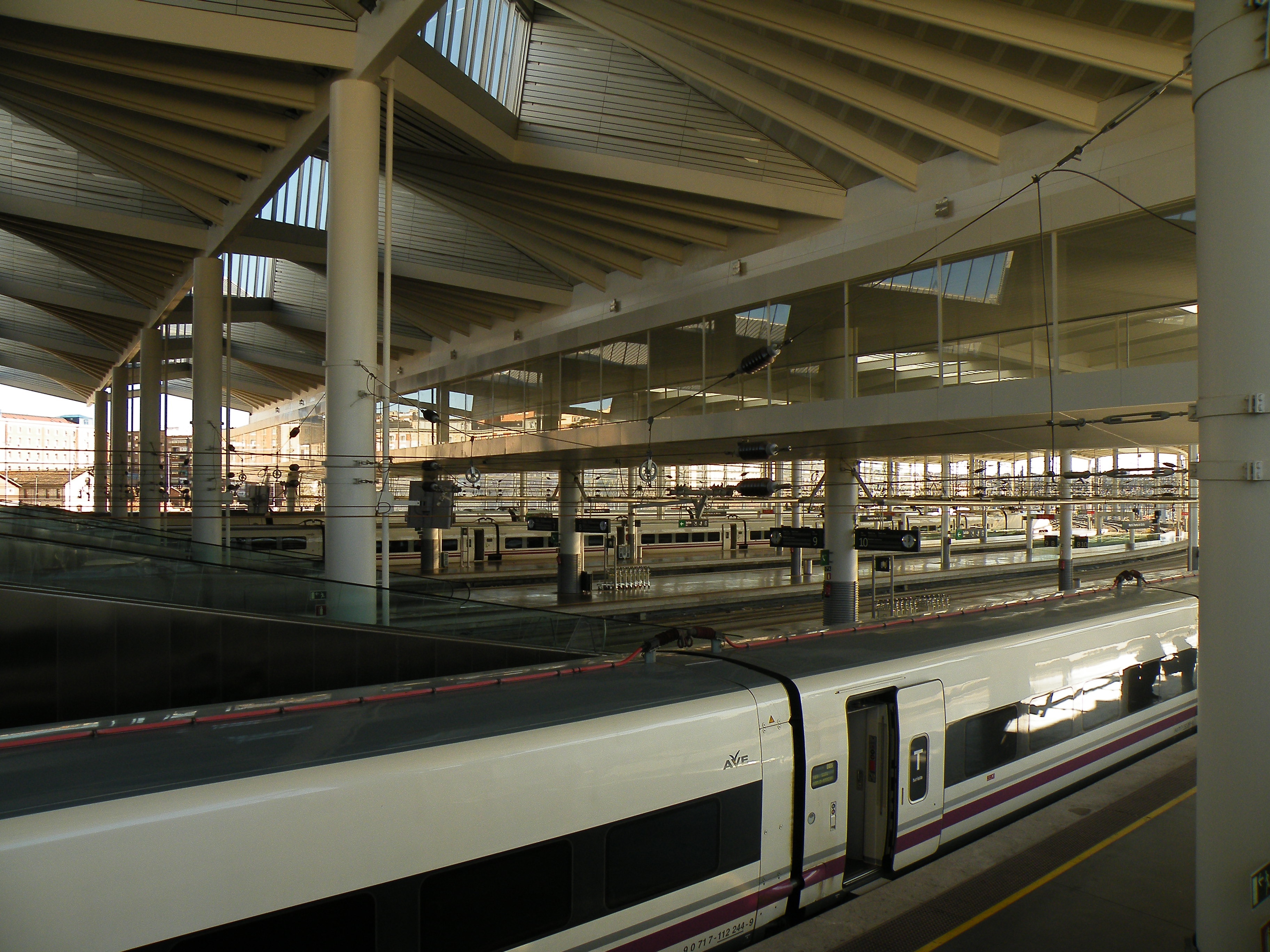
プラットホーム上の屋根とAVE（112系）
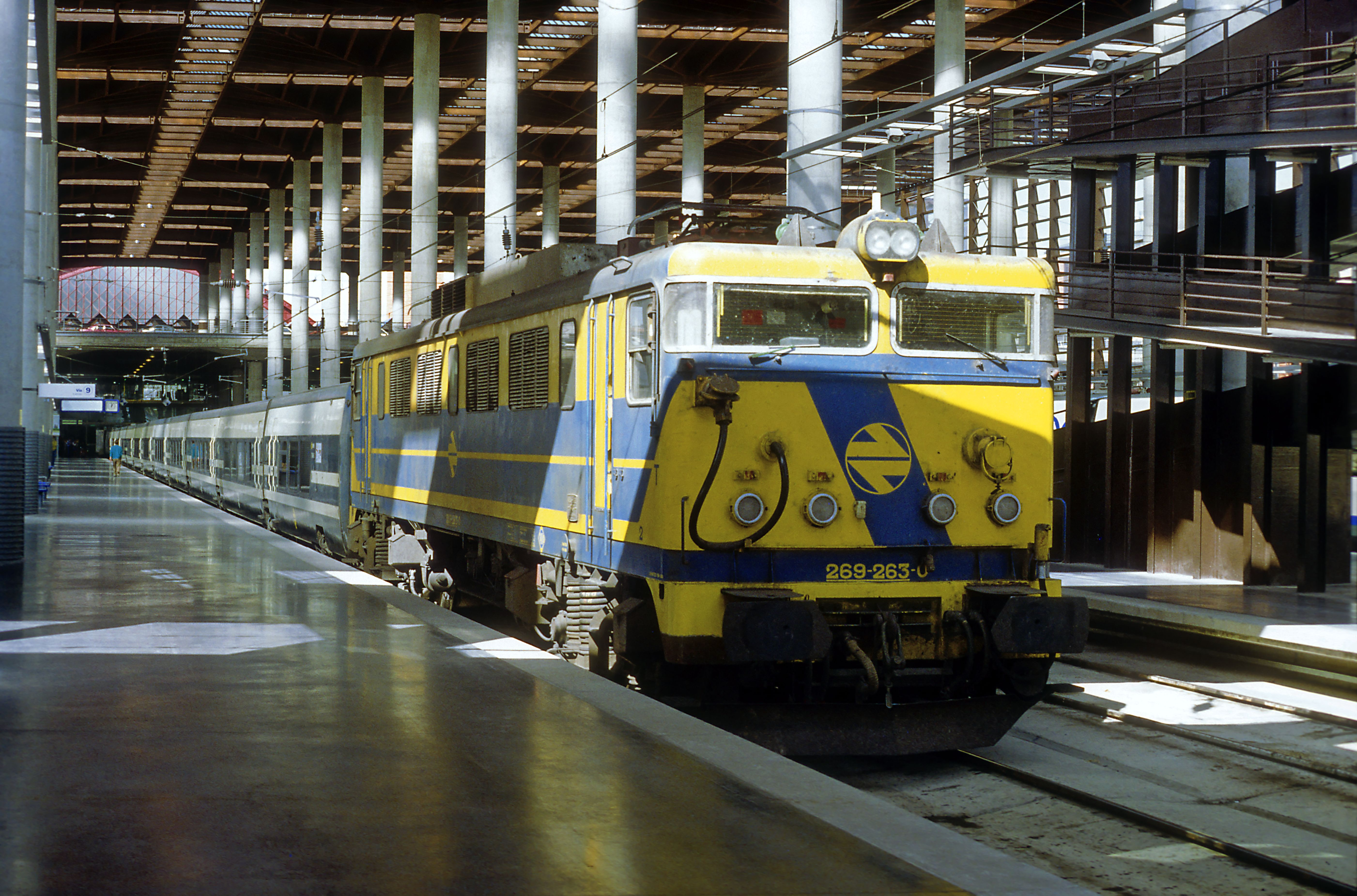
レンフェ269形電気機関車

### マドリード・アトーチャ・セルカニアス駅（レンフェ在来線）
島式ホーム5面10線の半地下駅。ホーム南東方（バルセロナ・セビリア方面）は地上に出るが、ホーム北西方はチャマルティン方面に抜ける隧道が直結する。プラットホーム全体がコンクリート製のトレイン・シェッドで覆われているが、屋根の数カ所に天窓があり、外から光を取り入れることができるようになっている。

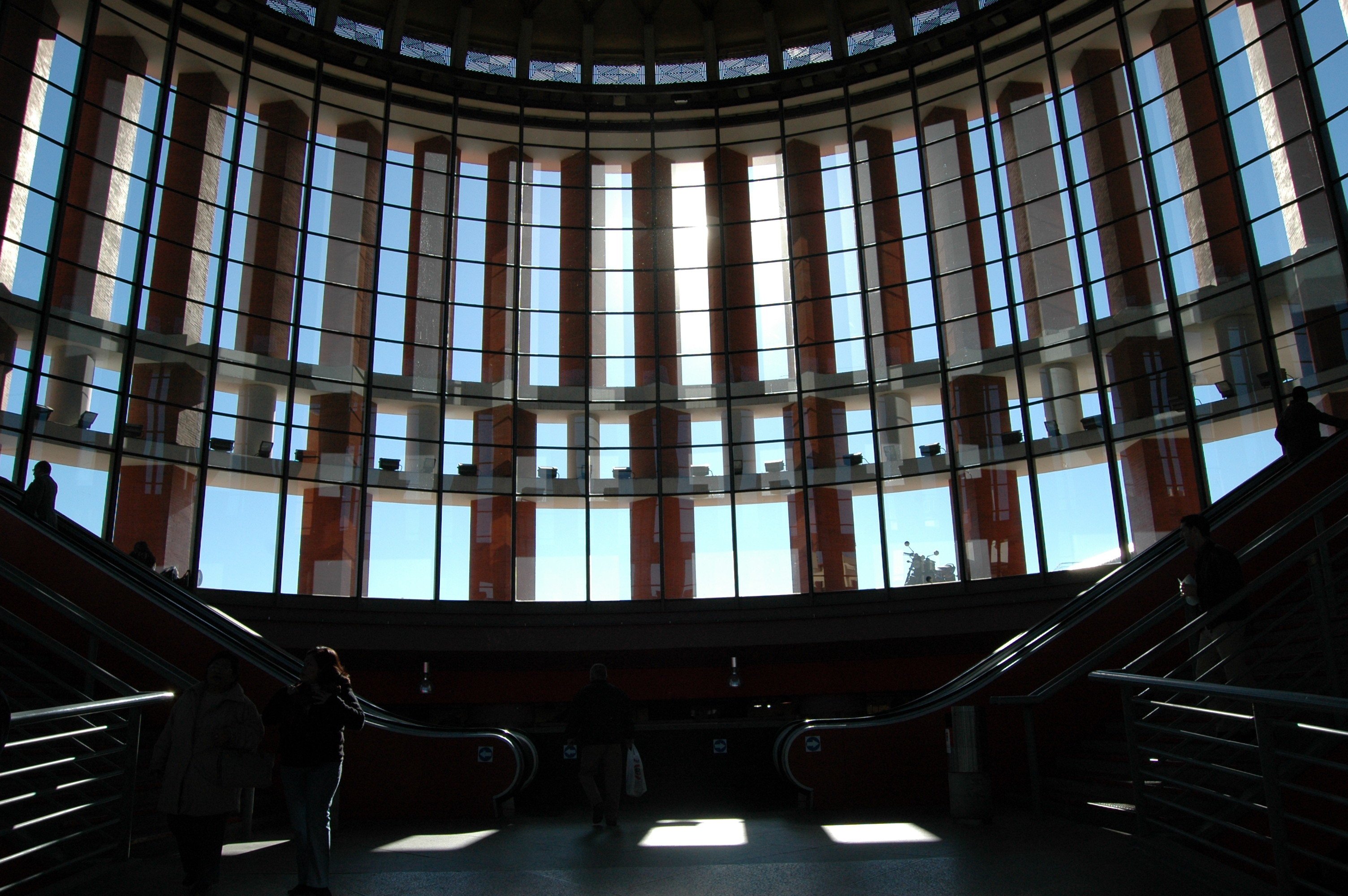
新設されたドーム内部
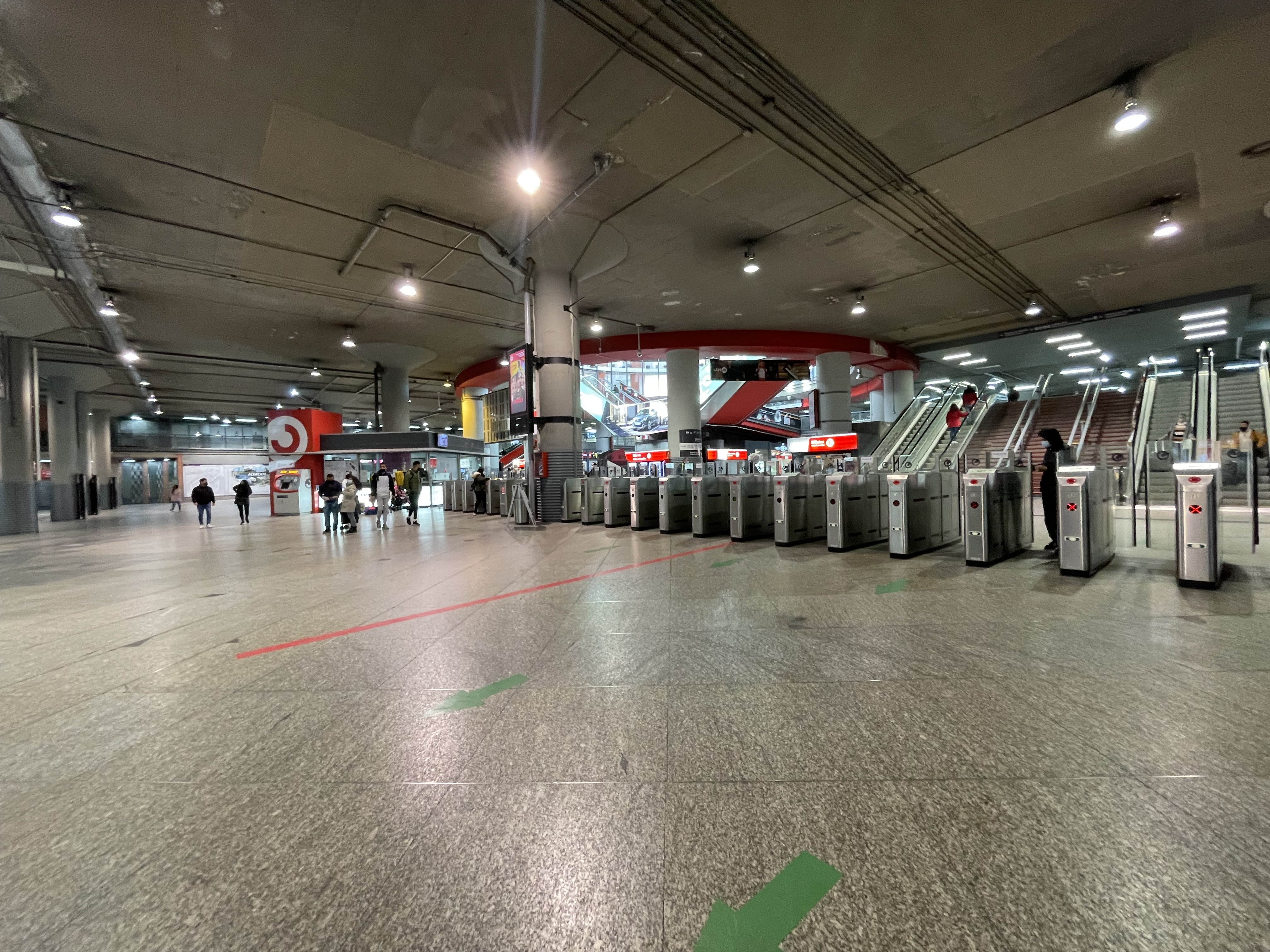
セルカニアスの改札口
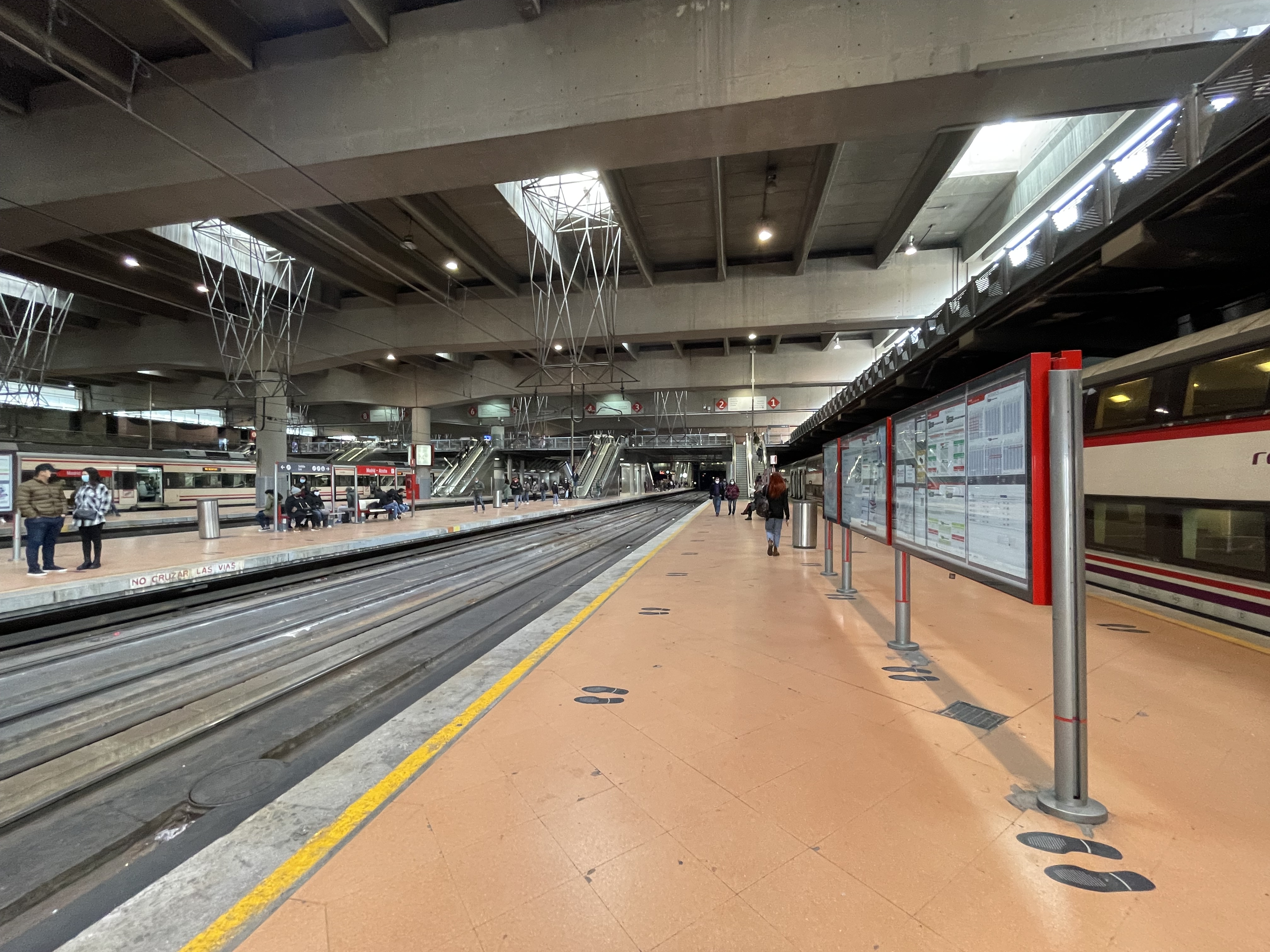
プラットホーム

### マドリード地下鉄
相対式ホーム2面2線の地下駅である。

## 駅周辺の施設・名所等
駅周辺は、マドリード市内でもホテル等の宿泊施設が多い地区の1つである。
- ソフィア王妃芸術センター - アトーチャ駅から程近い場所(街路をはさんだ向かい側)にある。
- プラド美術館
- レティーロ公園（英語版）
- 故人の森 - 2004年に発生した2件のテロ事件の犠牲者を追悼する施設
- スペイン国立人類学博物館（スペイン語版）